# Parulidae
I Parulidi (Parulidae Wetmore et al., 1947) sono una famiglia di uccelli dell'ordine dei Passeriformi, diffusi nel Nuovo Mondo.

## Tassonomia
Sino al recente passato questi uccelli venivano inquadrati all'interno della famiglia Fringillidae, con il rango di tribù (Parulini) della sottofamiglia Emberizinae.

Una rivalutazione filogenetica del 2008 ha evidenziato il carattere largamente polifiletico degli Emberizini, portando ad un loro significativo ridimensionamento: le tribù Cardinalini, Icterini, Parulini e Thraupini sono state elevate al rango di famiglie a sé stanti (rispettivamente Cardinalidae, Icteridae, Parulidae e Thraupidae).
La famiglia Parulidae comprende i seguenti generi e specie:
- Basileuterus Cabanis, 1849
  - Basileuterus belli (Giraud Jr., 1841) - parula cigliadorate;
  - Basileuterus culicivorus (Deppe, 1830) - parula capodorato;
  - Basileuterus ignotus (Nelson, 1912) - parula del Pirre;
  - Basileuterus lachrymosus (Bonaparte, 1850) - parula codaventaglio;
  - Basileuterus melanogenys (S. F. Baird, 1865) - parula guancenere;
  - Basileuterus melanotis (Lawrence, 1868) - parula orecchienere;
  - Basileuterus punctipectus (Chapman, 1924) - parula della Yungas;
  - Basileuterus rufifrons (Swainson, 1838) - parula caporossiccio;
  - Basileuterus tacarcunae (Chapman, 1924) - parula del Tacarcuna;
  - Basileuterus trifasciatus (Taczanowski, 1880) - parula trebande;
  - Basileuterus tristriatus (Tschudi, 1844) - parula tristriata.
- Cardellina Bonaparte, 1850
  - Cardellina canadensis (Linnaeus, 1766) - parula del Canada;
  - Cardellina pusilla (Wilson, 1811) - parula di Wilson;
  - Cardellina rubrifrons (Giraud Jr., 1841) - parula facciarossa;
  - Cardellina rubra (Swainson, 1827) - parula rossa;
  - Cardellina versicolor (Salvin, 1863) - parula testarosa.
- Catharopeza P. L. Sclater, 1880
  - Catharopeza bishopi (Lawrence, 1878) - parula fischiatrice.
- Geothlypis Cabanis, 1847
  - Geothlypis aequinoctialis (J. F. Gmelin, 1789) - golagialla mascherata;
  - Geothlypis auricularis (Salvin, 1883) - golagialla dalle redini;
  - Geothlypis beldingi (Ridgway, 1882) - golagialla di Belding;
  - Geothlypis chiriquensis (Salvin, 1872) - golagialla del Chiriquí;
  - Geothlypis flavovelata (Ridgway, 1896) - golagialla di Altamira;
  - Geothlypis formosa (Wilson, 1811) - parula del Kentucky;
  - Geothlypis nelsoni (Richmond, 1900) - golagialla monaca;
  - Geothlypis philadelphia (Wilson, 1810) - parula piangente;
  - Geothlypis poliocephala (S. F. Baird), 1865 - golagialla capogrigio;
  - Geothlypis rostrata (H. Bryant, 1867) - golagialla delle Bahamas;
  - Geothlypis semiflava (P. L. Sclater, 1860) - golagialla capoliva;
  - Geothlypis speciosa (P. L. Sclater, 1859) - golagialla capinera;
  - Geothlypis tolmiei (J. K. Townsend, 1839) - parula di MacGillivray;
  - Geothlypis trichas (Linnaeus, 1766) - golagialla comune;
  - Geothlypis velata (Vieillot, 1809) - golagialla meridionale.
- Helmitheros Rafinesque, 1819
  - Helmitheros vermivorum (J. F. Gmelin, 1789) - parula cacciavermi.
- Leiothlypis Sangster, 2008
  - Leiothlypis celata (Say, 1822) - parula capoarancio;
  - Leiothlypis crissalis (Salvin e Godman, 1889) - parula del Colima;
  - Leiothlypis luciae (J. G. Cooper, 1861) - parula di Lucy;
  - Leiothlypis peregrina (Wilson, 1811) - parula del Tennessee;
  - Leiothlypis ruficapilla (Wilson, 1811) - parula di Nashville;
  - Leiothlypis virginiae (S. F. Baird, 1860) - parula di Virginia.
- Leucopeza P. L. Sclater, 1876
  - Leucopeza semperi P. L. Sclater, 1876 - parula di Semper.
- Limnothlypis Stone, 1914
  - Limnothlypis swainsonii (Audubon, 1834) - parula di Swainson.
- Mniotilta Vieillot, 1816
  - Mniotilta varia (Linnaeus, 1766) - parula bianconera.
- Myioborus S. F. Baird, 1865
  - Myioborus albifacies (Phelps e Phelps Jr., 1946);
  - Myioborus albifrons (P. L. Sclater e Salvin, 1871);
  - Myioborus brunniceps (Lafresnaye e d'Orbigny, 1837);
  - Myioborus cardonai (Zimmer e Phelps, 1945);
  - Myioborus castaneocapilla (Cabanis, 1849);
  - Myioborus flavivertex (Salvin, 1887);
  - Myioborus melanocephalus (Tschudi, 1844);
  - Myioborus miniatus (Swainson, 1827);
  - Myioborus ornatus (Boissonneau, 1840);
  - Myioborus pariae (Phelps e Phelps Jr., 1949);
  - Myioborus pictus (Swainson, 1829);
  - Myioborus torquatus (S. F. Baird, 1865).
- Myiothlypis Cabanis, 1850
  - Myiothlypis basilica (Todd, 1913) - parula di Santa Marta;
  - Myiothlypis bivittata (Lafresnaye e d'Orbigny, 1837) - parula doppiabanda;
  - Myiothlypis chlorophrys (Berlepsch, 1907) - parula del Chocó;
  - Myiothlypis chrysogaster (Tschudi, 1844) - parula panciadorata;
  - Myiothlypis cinereicollis (P. L. Sclater, 1864) - parula golagrigia;
  - Myiothlypis conspicillata (Salvin e Godman, 1880) - parula dalle redini;
  - Myiothlypis coronata (Tschudi, 1844) - parula caporossastro;
  - Myiothlypis flaveola (S. F. Baird, 1865) - parula flava;
  - Myiothlypis fraseri (P. L. Sclater, 1884) - parula grigiodorata;
  - Myiothlypis fulvicauda (Spix, 1825) - parula groppacamoscio;
  - Myiothlypis griseiceps (P. L. Sclater e Salvin, 1868) - parula testagrigia.
  - Myiothlypis leucoblephara (Vieillot, 1817) - parula cigliabianche;
  - Myiothlypis leucophrys (Pelzeln, 1868) - parula striebianche;
  - Myiothlypis luteoviridis (Bonaparte, 1845) - parula citrina;
  - Myiothlypis nigrocristata (Lafresnaye, 1840) - parula crestanera;
  - Myiothlypis rivularis (Wied, 1821) - parula di fiume;
  - Myiothlypis roraimae (Sharpe, 1885) - parula del Roraima;
  - Myiothlypis signata (Berlepsch e Stolzmann, 1906) - parula zampechiare.
- Oporornis S. F. Baird, 1858
  - Oporornis agilis (Wilson, 1812) - parula del Connecticut.
- Oreothlypis Ridgway, 1884
  - Oreothlypis gutturalis (Cabanis, 1861) - parula golaflammea;
  - Oreothlypis superciliosa (Hartlaub, 1844) - parula semilunare.
- Parkesia Sangster, 2008
  - Parkesia motacilla (Vieillot, 1809) - tordo acquaiolo della Louisiana;
  - Parkesia noveboracensis (J. F. Gmelin, 1789) - tordo acquaiolo settentrionale.
- Protonotaria S. F. Baird, 1858
  - Protonotaria citrea (Boddaert, 1783) - parula protonotaria.
- Seiurus Swainson, 1827
  - Seiurus aurocapilla (Linnaeus, 1766) - tordo acquaiolo fornaio.
- Setophaga Swainson, 1827
  - Setophaga adelaidae (S. F. Baird, 1865) - parula di Adelaide;
  - Setophaga aestiva (J. F. Gmelin, 1789) - parula gialla;
  - Setophaga americana (Linnaeus, 1758) - parula settentrionale;
  - Setophaga angelae (Kepler e Parkes, 1972) - parula dell'elfin;
  - Setophaga auduboni (J. K. Townsend, 1837) - parula di Audubon;
  - Setophaga caerulescens (J. F. Gmelin, 1789) - parula blu golanera;
  - Setophaga castanea (Wilson, 1810) - parula pettobaio;
  - Setophaga cerulea (Wilson, 1810) - parula cerulea;
  - Setophaga chrysoparia (P. L. Sclater e Salvin, 1860) - parula guancedorate;
  - Setophaga citrina (Boddaert, 1783) - parula monaca;
  - Setophaga coronata (Linnaeus, 1766) - parula groppagialla;
  - Setophaga delicata (Ridgway, 1883) - parula di Saint Lucia;
  - Setophaga discolor (Vieillot, 1809) - parula di prateria;
  - Setophaga dominica (Linnaeus, 1766) - parula golagialla;
  - Setophaga flavescens (Todd, 1909) - parula delle Bahama;
  - Setophaga fusca (Müller, 1776) - parula di Blackburn;
  - Setophaga goldmani (Nelson, 1897) - parula di Goldman;
  - Setophaga graciae (S. F. Baird, 1865) - parula di Grace;
  - Setophaga kirtlandii (S. F. Baird, 1852) - parula di Kirtland;
  - Setophaga magnolia (Wilson, 1811) - parula delle magnolie;
  - Setophaga nigrescens (J. K. Townsend, 1837) - parula grigia golanera;
  - Setophaga occidentalis (J. K. Townsend, 1837) - parula eremita;
  - Setophaga pinus (Linnaeus, 1766) - parula delle pinete;
  - Setophaga pityophila (Gundlach, 1855) - parula capoliva;
  - Setophaga palmarum (J. F. Gmelin, 1789) - parula delle palme;
  - Setophaga petechia (Linnaeus, 1766) - parula delle mangrovie;
  - Setophaga pensylvanica (Linnaeus, 1766) - parula fianchicastani;
  - Setophaga pharetra (Gosse, 1847) - parula sagittata;
  - Setophaga pitiayumi (Vieillot, 1817) - parula tropicale;
  - Setophaga plumbea (Lawrence, 1877) - parula piombata;
  - Setophaga ruticilla (Linnaeus, 1758) - codirosso americano;
  - Setophaga striata (Forster, 1772) - parula capinera;
  - Setophaga subita (Riley, 1904) - parula di Barbuda;
  - Setophaga tigrina (J. F. Gmelin, 1789) - parula di Cape May;
  - Setophaga townsendi (J. K. Townsend, 1837) - parula di Townsend;
  - Setophaga virens (J. F. Gmelin, 1789) - parula verde golanera;
  - Setophaga vitellina (Cory, 1886) - parula vitellina.
- Vermivora Swainson, 1827
  - Vermivora bachmanii (Audubon, 1833) - parula di Bachman;
  - Vermivora chrysoptera (Linnaeus, 1766) - parula alidorate;
  - Vermivora cyanoptera (Olson e Reveal, 2009) - parula aliazzurre.